# Kim Källström
Pour les articles homonymes, voir Källström.
 (juin 2025).
Si vous disposez d'ouvrages ou d'articles de référence ou si vous connaissez des sites web de qualité traitant du thème abordé ici, merci de compléter l'article en donnant les références utiles à sa vérifiabilité et en les liant à la section « Notes et références ».
Kim Källström (prononcé en suédois "kɪm 'ɕɛlstrœm") né le 24 août 1982 à Sandviken, est un footballeur international suédois. Il évolue au poste de milieu de terrain.

## Carrière

### Débuts en Suède
Kim Källström est recruté par le BK Häcken à l'âge de quinze ans. Il intègre deux ans plus tard l'équipe première, qui dispute le championnat de deuxième division suédoise. Lors de sa première année professionnelle, le jeune milieu de terrain joue 22 matchs et marque quatre buts, et participe ainsi au succès de son club qui finit champion de deuxième division.
Mais l’exercice suivant est plus dur. Le club lutte pour éviter la relégation et ne réussit à se maintenir qu'après avoir gagné un match de playoff contre Mjällby AIF. Avec 23 matchs joués, Kim Källström a conquis sa place.
L'année suivante, le club continue à avoir des difficultés et sera finalement relégué en fin de saison. Au cours de cette saison, Källström a inscrit huit buts en 24 matchs. Il décide alors de rejoindre le club de Djurgårdens IF.
Djurgården remporte le championnat de Suède. Källström, en inscrivant 12 buts en 24 matchs, est considéré comme l'un des artisans de ce succès.
Le club réussit à conserver son titre la saison suivante et Källström améliore encore sa performance individuelle en inscrivant 14 buts en 24 matchs.

### Rennes
Plusieurs clubs européens comme Tottenham ou le PSG souhaitent recruter le milieu de terrain suédois. Parmi ces propositions, Kim Källström choisit de rejoindre le Stade rennais en janvier 2004. Sous la houlette de l'entraîneur roumain Laszlo Boloni, il devient immédiatement titulaire. Lors de la deuxième moitié du championnat 2003-2004, il réussit à marquer sept buts en 18 matchs.
Les premiers mois de la saison 2004-2005 sont plus difficiles car Källström subit plusieurs blessures. Il participe tout de même à 31 matchs du championnat au cours desquels il inscrit 5 buts. Il acquiert le statut de meneur de l'équipe grâce à sa vision du jeu et son sens de la passe. Le club termine quatrième du championnat et se qualifie pour la Coupe de l'UEFA.

### Olympique lyonnais
En 2006, Kim Källström signe un contrat de quatre ans avec l'OL. L'indemnité de transfert est estimée à 8 millions d'euros, dont 2 millions reversés à Djurgarden.
C'est à Lyon qu'il gagne son premier titre de champion de France en jouant l'essentiel des matches, en concurrence avec Juninho, Tiago et Jérémy Toulalan.
Lors de la saison 2007-2008, il est le joueur le plus utilisé de l'effectif par Alain Perrin, souvent associé en milieu de terrain avec Jérémy Toulalan et Juninho.
La saison suivante, il joue un peu moins, à la suite du turnover effectué par le nouvel entraîneur Claude Puel et à l'arrivée de Jean II Makoun. Il évolue d'ailleurs régulièrement au poste de latéral gauche, surtout en fin de saison à la suite de la détérioration des rapports entre Claude Puel et le titulaire habituel du poste, Fabio Grosso.
La saison 2009-2010 le remet sur le devant de la scène puisqu'il redevient un titulaire régulier au milieu de terrain.
Il fait néanmoins l'objet de plusieurs rumeurs de départ au cours de l'été 2010 mais reste tout de même au club. Il termine la saison 2010-2011 en étant le milieu de terrain le plus régulier de la saison difficile de l'Olympique lyonnais, participant à 33 rencontres de championnat dont 29 en tant que titulaire.
Le 3 novembre 2011, il prolonge son contrat de deux ans avec l'OL.

### Spartak Moscou
Le 1er août 2012, l'OL officialise le départ de Källström qui quitte le club rhodanien pour rejoindre le club russe du Spartak Moscou.

### Arsenal
Le 31 janvier 2014, dernier jour du mercato hivernal, Kim Kallström, en manque de temps de jeu en Russie, est prêté jusqu'à la fin de la saison à Arsenal par le Spartak Moscou. Il fait ses débuts avec les Gunners le 25 mars 2014, remplaçant Tomáš Rosický dans un match de la Premier League contre Swansea City.

### Grasshopper Zurich
Le 6 juin 2015, Källström rejoint le Grasshopper Zurich, où il devient capitaine de l'équipe.

### Retour en Suède et fin de carrière
Après un retour en Suède dans le club de Djurgårdens IF, Kim Källström annonce mettre un terme à sa carrière le 15 décembre 2017.

### En équipe nationale
Membre régulier du groupe suédois après avoir honoré sa première sélection le 1er février 2001 face à la Finlande (défaite 0-1), Källström participe pour la première fois à une grande compétition internationale lors de l'Euro 2004, au cours duquel il entre en jeu à tous les matchs. Les Suédois sont cependant éliminés en quarts de finale.
Mis en concurrence avec Tobias Linderoth, Fredrik Ljungberg et Christian Wilhelmsson par le sélectionneur Lars Lagerbäck, Källström joue quatre matchs dont trois comme titulaire lors de la Coupe du monde 2006.

## Statistiques

### Générales
| Saison                | Club                  | Championnat           | Championnat | Championnat | Championnat | Coupe nationale | Coupe nationale | Coupe nationale | Coupe de la Ligue | Coupe de la Ligue | Coupe de la Ligue | Supercoupe | Supercoupe | Supercoupe | Compétition(s) continentale(s) | Compétition(s) continentale(s) | Compétition(s) continentale(s) | Compétition(s) continentale(s) | Suède | Suède | Suède | Total | Total | Total |
| Saison                | Club                  | Division              | M.          | B.          | P.d.        | M.              | B.              | P.d.            | M.                | B.                | P.d.              | M.         | B.         | P.d.       | Comp.                          | M.                             | B.                             | P.d.                           | M.    | B.    | P.d.  | M.    | B.    | P.d.  |
| 1999                  | BK Häcken             | Superettan            | 22          | 4           | -           | 2               | 1               | -               | -                 | -                 | -                 | -          | -          | -          | -                              | -                              | -                              | -                              | -     | -     | -     | 24    | 5     | 0     |
| 2000                  | BK Häcken             | Allsvenskan           | 23          | 2           | -           | 3               | 1               | -               | -                 | -                 | -                 | -          | -          | -          | -                              | -                              | -                              | -                              | -     | -     | -     | 26    | 3     | 0     |
| 2001                  | BK Häcken             | Allsvenskan           | 24          | 8           | 7           | 1               | 0               | -               | -                 | -                 | -                 | -          | -          | -          | -                              | -                              | -                              | -                              | 1     | 0     | 0     | 26    | 8     | 7     |
| Sous-total            | Sous-total            | Sous-total            | 69          | 14          | 7           | 6               | 2               | -               | -                 | -                 | -                 | -          | -          | -          | -                              | -                              | -                              | -                              | 1     | 0     | 0     | 76    | 16    | 7     |
| 2002                  | Djurgårdens IF        | Allsvenskan           | 24          | 12          | 4           | -               | -               | -               | -                 | -                 | -                 | -          | -          | -          | C3                             | 6                              | 2                              | -                              | 5     | 0     | 0     | 35    | 14    | 4     |
| 2003                  | Djurgårdens IF        | Allsvenskan           | 24          | 14          | 9           | -               | -               | -               | -                 | -                 | -                 | -          | -          | -          | C1                             | 2                              | 0                              | -                              | 7     | 1     | 0     | 33    | 15    | 9     |
| Sous-total            | Sous-total            | Sous-total            | 48          | 26          | 13          | -               | -               | -               | -                 | -                 | -                 | -          | -          | -          | -                              | 8                              | 2                              | -                              | 13    | 1     | 0     | 69    | 29    | 13    |
| 2003-2004             | Stade rennais FC      | Ligue 1               | 18          | 7           | 2           | 3               | 0               | -               | -                 | -                 | -                 | -          | -          | -          | -                              | -                              | -                              | -                              | 8     | 1     | 1     | 29    | 8     | 3     |
| 2004-2005             | Stade rennais FC      | Ligue 1               | 31          | 5           | 3           | 1               | 0               | -               | 1                 | 1                 | -                 | -          | -          | -          | -                              | -                              | -                              | -                              | 5     | 1     | 0     | 38    | 7     | 3     |
| 2005-2006             | Stade rennais FC      | Ligue 1               | 34          | 8           | 6           | 5               | 1               | -               | -                 | -                 | -                 | -          | -          | -          | C3                             | 4                              | 0                              | -                              | 11    | 1     | 1     | 54    | 10    | 7     |
| Sous-total            | Sous-total            | Sous-total            | 83          | 20          | 11          | 9               | 1               | -               | 1                 | 1                 | -                 | -          | -          | -          | -                              | 4                              | 0                              | -                              | 24    | 3     | 2     | 121   | 25    | 13    |
| 2006-2007             | Olympique lyonnais    | Ligue 1               | 33          | 3           | 2           | 3               | 0               | 0               | 4                 | 0                 | 0                 | 1          | 0          | 0          | C1                             | 6                              | 1                              | 1                              | 7     | 2     | 0     | 54    | 6     | 3     |
| 2007-2008             | Olympique lyonnais    | Ligue 1               | 37          | 5           | 2           | 6               | 0               | 0               | 2                 | 0                 | 0                 | 1          | 0          | 0          | C1                             | 8                              | 1                              | 1                              | 12    | 2     | 0     | 66    | 8     | 3     |
| 2008-2009             | Olympique lyonnais    | Ligue 1               | 32          | 2           | 5           | 2               | 0               | 0               | 1                 | 0                 | 0                 | 1          | 0          | 0          | C1                             | 6                              | 0                              | 0                              | 9     | 5     | 2     | 51    | 7     | 7     |
| 2009-2010             | Olympique lyonnais    | Ligue 1               | 32          | 4           | 4           | 2               | 0               | 0               | -                 | -                 | -                 | -          | -          | -          | C1                             | 13                             | 1                              | 1                              | 7     | 0     | 0     | 54    | 5     | 5     |
| 2010-2011             | Olympique lyonnais    | Ligue 1               | 33          | 3           | 2           | 2               | 0               | 0               | 1                 | 0                 | 0                 | -          | -          | -          | C1                             | 6                              | 0                              | 0                              | 9     | 1     | 6     | 51    | 4     | 8     |
| 2011-2012             | Olympique lyonnais    | Ligue 1               | 32          | 0           | 3           | 6               | 1               | 1               | 4                 | 1                 | 1                 | -          | -          | -          | C1                             | 9                              | 0                              | 2                              | 13    | 2     | 3     | 64    | 4     | 10    |
| Sous-total            | Sous-total            | Sous-total            | 199         | 17          | 18          | 21              | 1               | 1               | 12                | 1                 | 1                 | 3          | 0          | 0          | -                              | 48                             | 3                              | 5                              | 57    | 12    | 11    | 340   | 34    | 36    |
| 2012-2013             | FK Spartak Moscou     | P.League              | 20          | 2           | 2           | 1               | 0               | 0               | -                 | -                 | -                 | -          | -          | -          | C1                             | 6                              | 0                              | 0                              | 8     | 0     | 3     | 35    | 2     | 5     |
| 2013-2014             | FK Spartak Moscou     | P.League              | 10          | 1           | 1           | 1               | 0               | 0               | -                 | -                 | -                 | -          | -          | -          | C1                             | 1                              | 0                              | 1                              | 5     | 0     | 3     | 17    | 1     | 5     |
| 2014-2015             | FK Spartak Moscou     | P.League              | 28          | 2           | 3           | -               | -               | -               | -                 | -                 | -                 | -          | -          | -          | -                              | -                              | -                              | -                              | 10    | 0     | 0     | 38    | 2     | 3     |
| Sous-total            | Sous-total            | Sous-total            | 58          | 5           | 6           | 2               | 0               | 0               | -                 | -                 | -                 | -          | -          | -          | -                              | 7                              | 0                              | 1                              | 23    | 0     | 6     | 90    | 5     | 13    |
| 2013-2014             | Arsenal FC (prêt)     | P.League              | 3           | 0           | 0           | 1               | 0               | 0               | -                 | -                 | -                 | -          | -          | -          | -                              | -                              | -                              | -                              | 2     | 0     | 0     | 6     | 0     | 0     |
| Sous-total            | Sous-total            | Sous-total            | 3           | 0           | 0           | 1               | 0               | 0               | -                 | -                 | -                 | -          | -          | -          | -                              | -                              | -                              | -                              | 2     | 0     | 0     | 6     | 0     | 0     |
| 2015-2016             | Grasshopper Zurich    | Division 1            | 33          | 1           | 10          | 2               | 0               | 0               | -                 | -                 | -                 | -          | -          | -          | -                              | -                              | -                              | -                              | 11    | 0     | 2     | 46    | 1     | 12    |
| 2016-2017             | Grasshopper Zurich    | Division 1            | 16          | 0           | 5           | 1               | 0               | 0               | -                 | -                 | -                 | -          | -          | -          | C3                             | 4                              | 0                              | 1                              | -     | -     | -     | 21    | 0     | 6     |
| Sous-total            | Sous-total            | Sous-total            | 49          | 1           | 15          | 3               | 0               | 0               | -                 | -                 | -                 | -          | -          | -          | -                              | 4                              | 0                              | 1                              | 11    | 0     | 2     | 67    | 1     | 18    |
| 2017                  | Djurgårdens IF        | Allsvenskan           | 19          | 0           | 5           | 3               | 0               | 1               | -                 | -                 | -                 | -          | -          | -          | -                              | -                              | -                              | -                              | -     | -     | -     | 22    | 0     | 6     |
| Sous-total            | Sous-total            | Sous-total            | 19          | 0           | 5           | 3               | 0               | 1               | -                 | -                 | -                 | -          | -          | -          | -                              | -                              | -                              | -                              | -     | -     | -     | 22    | 0     | 6     |
| Total sur la carrière | Total sur la carrière | Total sur la carrière | 528         | 83          | 75          | 45              | 4               | 2               | 13                | 2                 | 2                 | 3          | 0          | 0          | -                              | 71                             | 5                              | 7                              | 131   | 16    | 21    | 791   | 110   | 107   |

### Buts en sélection
| Buts internationaux de Kim Källström | Buts internationaux de Kim Källström | Buts internationaux de Kim Källström         | Buts internationaux de Kim Källström | Buts internationaux de Kim Källström | Buts internationaux de Kim Källström | Buts internationaux de Kim Källström |
| 0                                    | Date                                 | Lieu                                         | Adversaire                           | Score                                | Résultats                            | Compétitions                         |
| ------------------------------------ | ------------------------------------ | -------------------------------------------- | ------------------------------------ | ------------------------------------ | ------------------------------------ | ------------------------------------ |
| 1                                    | 6 septembre 2003                     | Ullevi, Göteborg, Suède                      | Saint-Marin                          | 4-0                                  | 5-0                                  | Éliminatoires Euro 2004              |
| 2                                    | 28 avril 2004                        | Estádio Cidade de Coimbra, Coimbra, Portugal | Portugal                             | 0-1                                  | 2-2                                  | Match amical                         |
| 3                                    | 8 juin 2005                          | Råsunda, Stockholm, Suède                    | Norvège                              | 1-0                                  | 2-3                                  | Match amical                         |
| 4                                    | 12 octobre 2005                      | Råsunda, Stockholm, Suède                    | Islande                              | 3-1                                  | 3-1                                  | Éliminatoires Coupe du monde 2006    |
| 5                                    | 2 septembre 2006                     | Skonto stadions, Riga, Lettonie              | Lettonie                             | 0-1                                  | 0-1                                  | Éliminatoires Euro 2008              |
| 6                                    | 11 octobre 2006                      | Laugardalsvöllur, Reykjavik, Islande         | Islande                              | 1-1                                  | 1-2                                  | Éliminatoires Euro 2008              |
| 7                                    | 22 août 2007                         | Ullevi, Göteborg, Suède                      | États-Unis                           | 1-0                                  | 1-0                                  | Match amical                         |
| 8                                    | 21 novembre 2007                     | Råsunda, Stockholm, Suède                    | Lettonie                             | 2-1                                  | 2-1                                  | Éliminatoires Euro 2008              |
| 9                                    | 20 août 2008                         | Ullevi, Göteborg, Suède                      | France                               | 3-2                                  | 3-2                                  | Match amical                         |
| 10                                   | 10 septembre 2008                    | Råsunda, Stockholm, Suède                    | Hongrie                              | 1-0                                  | 2-1                                  | Éliminatoires Coupe du monde 2010    |
| 11                                   | 19 novembre 2008                     | Amsterdam ArenA, Amsterdam, Pays-Bas         | Pays-Bas                             | 2-1                                  | 3-1                                  | Match amical                         |
| 12                                   | 11 février 2009                      | Stadion Graz-Liebenau, Graz, Autriche        | Autriche                             | 0-2                                  | 0-2                                  | Match amical                         |
| 13                                   | 10 juin 2009                         | Ullevi, Göteborg, Suède                      | Malte                                | 1-0                                  | 4-0                                  | Éliminatoires Coupe du monde 2010    |
| 14                                   | 7 juin 2011                          | Råsunda, Stockholm, Suède                    | Finlande                             | 1-0                                  | 5-0                                  | Éliminatoires Euro 2012              |
| 15                                   | 6 septembre 2011                     | Stadio Olimpico, Serravalle, Saint-Marin     | Saint-Marin                          | 1-0                                  | 5-0                                  | Éliminatoires Euro 2012              |
| 16                                   | 11 octobre 2011                      | Råsunda, Stockholm, Suède                    | Pays-Bas                             | 1-0                                  | 3-2                                  | Éliminatoires Euro 2012              |

## Palmarès

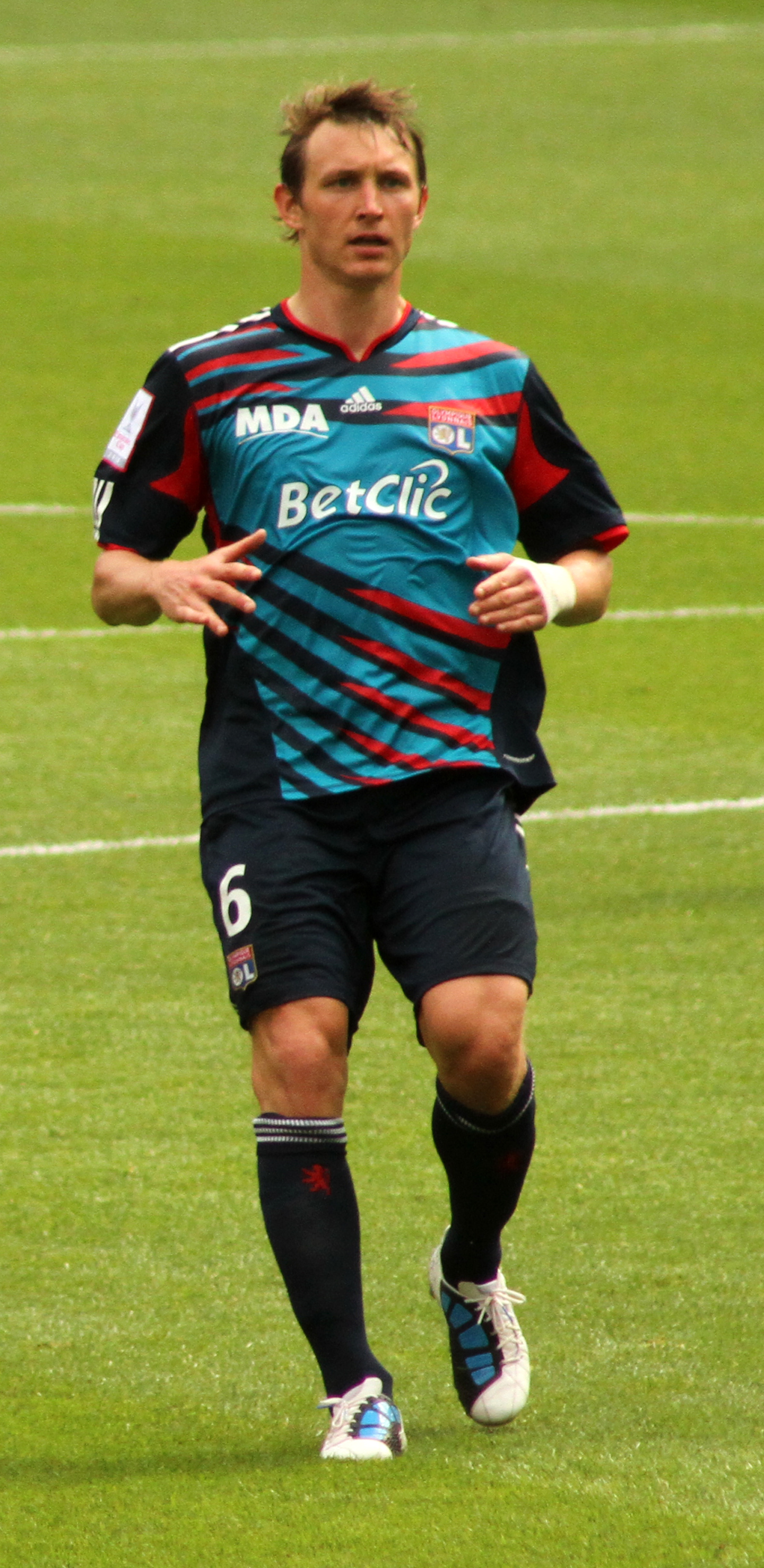
Kim Källström avec l'Olympique lyonnais en 2010.

### En club
- Djurgårdens IF
  - Champion de Suède (2) : 2002 et 2003
  - Vainqueur de la Coupe de Suède (1) : 2002.
- Olympique lyonnais
  - Champion de France (2) : 2007 et 2008
  - Vainqueur de la Coupe de France (2) : 2008 et 2012
  - Vainqueur du Trophée des champions (2) : 2006 et 2007
  - Finaliste de la Coupe de la Ligue en 2007 et 2012.
  - Finaliste du Trophée des champions en 2008
- Arsenal Football Club
  - Vainqueur de la Coupe d'Angleterre (1) : 2014.

### Distinction personnelle
- Co-meilleur passeur des éliminatoires de l'Euro 2012 (7 passes).
- Meilleur buteur de la Coupe de la paix en 2007 (2 buts)